# Wettin (Wettin-Löbejün)
Wettin è una frazione della città tedesca di Wettin-Löbejün, celebre per aver dato nome all'omonima dinastia.

## Storia
Nel 961 viene citato per la prima volta come Civitas Vitin, che trae origine dalla casata dei marchesi Wettin. Dal 1680 essa appartenne al ducato prussiano-brandeburghese di Magdeburgo fino al 1806, quando questo, insieme ad altri territori, costituì la provincia della Sassonia.
Il 1º gennaio 2011 la città di Wettin venne fusa con la città di Löbejün e con i comuni di Brachwitz, Döblitz, Domnitz, Gimritz, Nauendorf, Neutz-Lettewitz, Plötz e Rothenburg, formando la nuova città di Wettin-Löbejün.

## Geografia antropica
La frazione di Wettin comprende le località di Mücheln e Zaschwitz.